# Ostravsko-karvinský seniorát SCEAV
Ostravsko-karvinský seniorát je seniorát Slezské církve evangelické augsburského vyznání, zahrnuje 5 evangelických sborů na území Českého Slezska a severní Moravy.

## Představitelé seniorátu

### Senioři
- Vilém Szlauer (?–2006)
- Vladislav Szkandera (2006–2019)
- Roman Brzezina (2019–2022)
- Vladislav Volný, ml. (od r. 2023)

### Seniorátní kurátoři
- Bendito Garcia N'Dua
- Milan Zielina (2007–2023)
- Anna Macurová (od r. 2023)